# Ґіфу (футбольний клуб)
Ґіфу (яп. FC岐阜, Ґіфу) — японський футбольний клуб з міста Ґіфу, який виступає в Джей-лізі 3. Заснований у 2001 році.

## Історія
Клуб почав виступати у другій лізі у 2007 році, з того часу не займав там високих позицій. Найкращим був сезон 2009 року, коли команда посіла 12 місце.